# Чингис (город)
Чингис (монг. Чингис) (до 2013 Ундэрхаан, монг. Өндөрхаан, до 1989 года по-русски именовался Ундэр-Хан, ещё ранее Ундур-Хан) - город в аймаке Хэнтий Монголии, расположен в 290 км к востоку от Улан-Батора. Переименован в 2013 году в честь Чингисхана, который, как считается родился недалеко от города в аймаке Хэнтий . Население Чингиса по состоянию на 2004 год составляет около 15000 человек и жители преимущественно работают, обслуживая региональный центр провинции.

## География
Чингис расположен в одной географической зоне с муниципалитетом Керулен и является одной из самых густонаселённых частей аймака Хэнтий.
Чингис считается вторым из самых холодных городов в Монголии. Он граничит с рекой Керулен и располагается на ничем незащищённой широкой плоской равнине. Зимой, когда река замерзает и ветры продувают открытую степь, температура быстро падает до -40°С (без учёта охлаждения ветром).

## Экономика
Важной для экономики города является добыча угля, а на 53 км восточнее Чингиса расположен каменноугольный бассейн Чандагана Тал.
Для развития экономических проектов, размещённых в Чингисе, действует программа развития ООН, направленная на укрепление городских, пригородных и сельских деловых связей с тем, чтобы снизить уровень безработицы в регионе.

## Транспорт
Аэропорт Чингиса (с кодом UNR/ZMUH) имеет одну грунтовую взлётно-посадочную полосу и обслуживает регулярные рейсы в Улан-Батор и из него. Ожидается завершение асфальтированной полосы.
Город является транспортным узлом, соединяя Улан-Батор и Чойбалсан.

## Города-побратимы
- Хайлар, КНР (с 2018 года).